# Radko Dimitriew
Radko Ruskow Dimitriew (ur. 24 września 1859 w miejscowości Gradec w Bułgarii, zm. 18 października 1918 w Piatigorsku w Rosji) – bułgarski oficer, służący w armii bułgarskiej (gdzie osiągnął stopień generał-lejtnanta) oraz w armii rosyjskiej (gdzie osiągnął stopień generał en-chef). Od 1 stycznia 1904 do 28 marca 1907 r. szef sztabu generalnego armii bułgarskiej.
Dimitriew urodził się w miejscowości Gradec (okręg Sliwen). Ukończył szkołę podstawową w Gabrowie. Tam też wszedł w kontakt z ruchem niepodległościowym, czego efektem był aktywny udział w przygotowaniach do powstania kwietniowego w 1876 r. W 1879 r. ukończył szkołę wojskową w Sofii, a następnie Nikołajewską Akademię Sztabu Generalnego w Petersburgu (1884).

## Wojny, spiski i los emigranta

### Spisek 1886 r.
W roku 1886 brał udział w spisku, który doprowadził do abdykacji Aleksandra Battenberga z tronu bułgarskiego.

### Emigracja
Po objęciu w Bułgarii rządów przez Radę Regencyjną ze Stefanem Stambołowem na czele udał się na emigrację do Rosji. Wstąpił tam do armii rosyjskiej, gdzie 18 maja 1893 r. został awansowany do stopnia podpułkownika. Do Bułgarii wrócił w 1898 roku.

### W armii bułgarskiej
Awansowany w maju 1900 r. do stopnia pułkownika, stał się członkiem sztabu generalnego armii bułgarskiej, a w latach 1904–1907 jego szefem. W maju 1905 r. otrzymał stopień generał-majora. W czasie wojen bałkańskich był dowódcą III armii bułgarskiej, która pobiła turecką armię wschodnią pod Kırklareli (Łozengradem) oraz Lüleburgazem, a następnie dowódcą połączonych I i III armii na linii Czatałdży. Dzięki zwycięskim bitwom zdobył w społeczeństwie bułgarskim sławę oraz status bohatera. W czasie II wojny bałkańskiej Dimitriew był pomocnikiem głównodowodzącego króla Ferdynanda I, a następnie ministrem pełnomocnym Bułgarii w Rosji.

### I wojna światowa i rewolucja październikowa
Podczas I wojny światowej służył w armii rosyjskiej, dowodząc kolejno: 8 korpusem armijnym, 3 armią, 12 armią i ryskim rejonem umocnionym. W maju 1917 r. awansowany do stopnia generała en-chef armii rosyjskiej. Od stycznia 1918 r. przeniesiony do rezerwy ze względów zdrowotnych. We wrześniu 1918 roku został pojmany przez oddziały Czerwonej Gwardii na Kaukazie, a 18 października 1918 roku rozstrzelany na rozkaz dowódcy Północnokaukaskiej Armii Czerwonej Iwana Sorokina w Piatigorsku wraz z ok. setką innych oficerów armii rosyjskiej.

## Komplikacje z pisownią
- W historiografii rosyjskiej przyjął się zapis Радко-Дмитриев (Radko-Dmitrijew), z myślnikiem, podczas gdy Radko to imię generała, a nie część nazwiska. Pod wpływem źródeł rosyjskich również w polskich opracowaniach czasem podaje się taką formę.